# Bonnacon

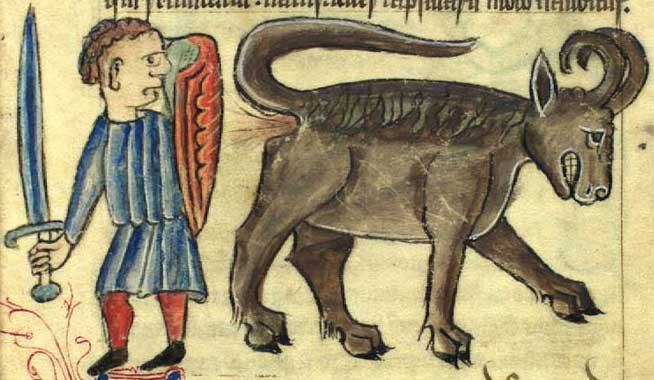
Bonnacon

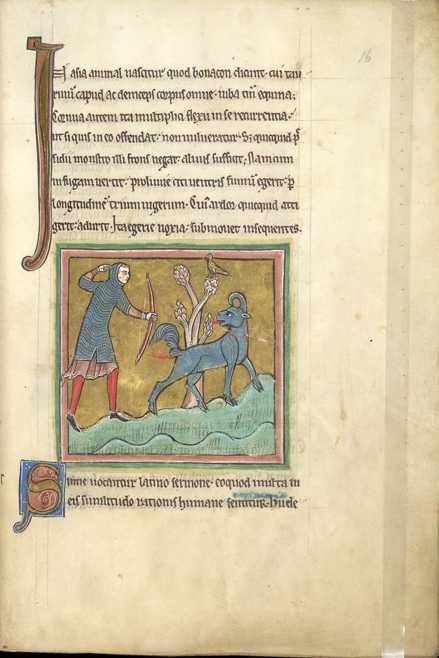
Bonnacon, Bestiarium van Rochester (13e eeuw)

De bonnacon of bonasus is een fabeldier; naar verluidt een runderachtig dier uit Azië, dat jagers ontvlucht door ontlasting af te scheiden die bomen en struiken in brand zet. Zijn hoorns zijn naar binnen gedraaid, zodat hij niemand pijn doet.